# 에일리 하르보에
에일리 하르보에(Eili Harboe, 1994년 8월 16일 ~ )는 노르웨이의 배우이다. 요아킴 트리에르 감독의 영화 《델마》를 통해 이름을 알렸다. 2018 베를린 국제 영화제 슈팅스타상 공동수상자이다.

## 출연 작품
- 델마 - 델마 역
- 더 애쉬 라드: 인 더 홀 오브 더 마운틴 킹